# Lùng Thẩn
Lùng Thẩn là một xã thuộc huyện Si Ma Cai, tỉnh Lào Cai, Việt Nam.
Tên của xã được ghép từ tên của hai xã cũ là Lử Thẩn và Lùng Sui.

## Địa lý
Xã Lùng Thẩn nằm ở phía đông nam huyện Si Ma Cai, có vị trí địa lý: 
- Phía đông giáp huyện Bắc Hà
- Phía tây giáp xã Cán Cấu và xã Sán Chải
- Phía nam giáp huyện Bắc Hà
- Phía bắc giáp tỉnh Hà Giang.

Xã Lùng Thẩn có diện tích 35,78 km², dân số năm 2019 là 4.480 người, mật độ dân số đạt 125 người/km².

## Lịch sử
Địa bàn xã Lùng Thẩn hiện nay trước đây vốn là ba xã: Lùng Sán, Seng Sui và Lử Thẩn thuộc huyện Bắc Hà.
Ngày 15 tháng 11 năm 1966, Hội đồng Chính phủ ban hành Quyết định số 197-QĐ. Theo đó, chia huyện Bắc Hà thành hai huyện Bắc Hà và Si Ma Cai, các xã Lùng Sán, Seng Sui và Lử Thẩn thuộc huyện Si Ma Cai.
Ngày 17 tháng 4 năm 1979, Hội đồng Chính phủ ban hành Quyết định số 168-CP. Theo đó, sáp nhập toàn bộ diện tích và dân số của huyện Si Ma Cai trở lại huyện Bắc Hà, các xã Lùng Sán, Seng Sui và Lử Thẩn thuộc huyện Bắc Hà.
Ngày 28 tháng 5 năm 1981, Hội đồng Chính phủ ban hành Quyết định số 205-CP. Theo đó, sáp nhập hai xã Lùng Sán và Seng Sui thành xã Lùng Sui.
Ngày 18 tháng 8 năm 2000, Chính phủ ban hành Nghị định số 36/2000/NĐ-CP. Theo đó, hai xã Lùng Sui và Lử Thẩn thuộc huyện Si Ma Cai vừa tái lập từ huyện Bắc Hà.
Trước khi sáp nhập, xã Lùng Sui có diện tích 20,45 km², dân số là 2.459 người, mật độ dân số đạt 120 người/km². Xã Lử Thẩn có diện tích 15,33 km², dân số 2.021 người, mật độ dân số đạt 132 người/km².
Ngày 11 tháng 2 năm 2020, Ủy ban Thường vụ Quốc hội ban hành Nghị quyết số 896/NQ-UBTVQH14 về việc sắp xếp các đơn vị hành chính cấp huyện, cấp xã thuộc tỉnh Lào Cai (nghị quyết có hiệu lực từ ngày 1 tháng 3 năm 2020). Theo đó, sáp nhập toàn bộ diện tích và dân số của hai xã Lùng Sui và Lử Thẩn thành xã Lùng Thẩn.